# Phaeographis subintricata
Phaeographis subintricata är en lavart som först beskrevs av C. Knight, och fick sitt nu gällande namn av Johannes Müller Argoviensis. Phaeographis subintricata ingår i släktet Phaeographis och familjen Graphidaceae.   Inga underarter finns listade i Catalogue of Life.